# الألعاب الأولمبية الشتوية 1940
كان من المزمع تنظيم الدورة الخامسة للألعاب الأولمبية الشتوية عام 1940، لكنها ألغيت بسبب الحرب العالمية الثانية.
تنظيم الدورة كان موكولاً إلى مدينة سابورو اليابانية في يونيو 1937، لكن اليابان وبعد اندلاع الحرب العالمية الثانية بآسيا أعلنت سنة 1938 عدم قدرتها على تنظيم هذا الحدث.
قررت اللجنة الأولمبية الدولية نقل تنظيم الدورة إلى سان موريتز في سويسرا، لكن خلافات بين الاتحاد السويسري واللجنية الأولمبية حال دون تنظيم سان موريتز الدورة.
ليتم منحها أخيرا إلى مدينة غارميش-بارتنكيرشن بألمانيا، وبعد ثلاث شهور من اندلاع الحرب العالمية الثانية بأوروبا سنة 1939، قررت اللجنة الأولمبية الدولية الإلغاء الكامل لدورة الألعاب الأولمبية الشتوية لعام 1940 في نوفمبر 1939.